# Copelatus bertrandi
Copelatus bertrandi är en skalbaggsart som beskrevs av Nilsson, Bilardo och Rocchi 1996. Copelatus bertrandi ingår i släktet Copelatus och familjen dykare. Inga underarter finns listade i Catalogue of Life.